# Capacité parasite
Pour les articles homonymes, voir Capacité.

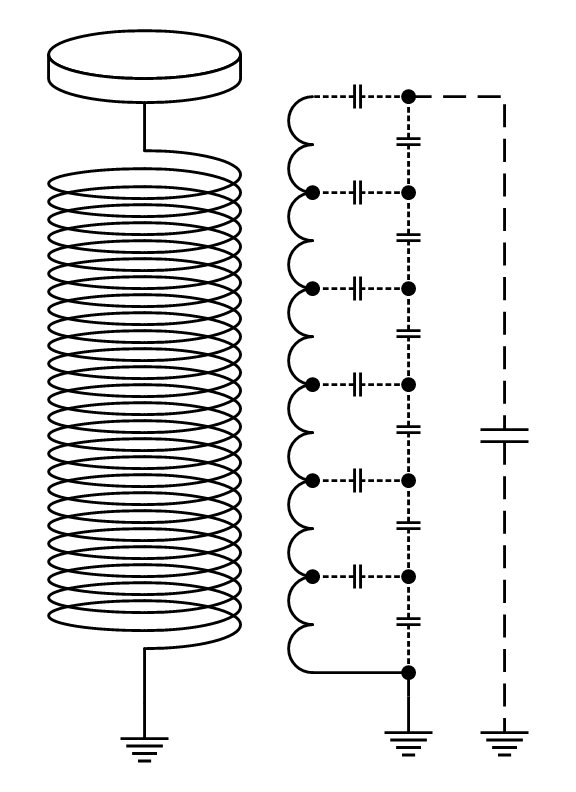
Figure 1 : les capacités parasites sont souvent représentées par un trait pointillé. Ce circuit équivalent d'une partie de bobine de Tesla a une capacité parasite entre chaque spire et une avec la masse.

Une capacité parasite ou capacité vagabonde est une capacité, généralement indésirable, se produisant entre les parties d’un composant ou d’un circuit électrique du seul fait de leur proximité. Lorsque deux conducteurs électriques de tensions différentes sont proches, le champ électrique entre eux les chargent électriquement ; cet effet est la capacité.
Tous les éléments tels que les bobines (inductances), les diodes et les transistors ont une capacité interne, ce qui peut induire un écart de leur comportement avec celui d'éléments de circuit idéaux. De plus, il y a toujours une certaine capacité entre deux conducteurs ; cela peut être important avec des conducteurs rapprochés, tels que des fils adjacents ou des pistes de circuits imprimés. La capacité parasite entre les spires d’une bobine (par exemple Figure 1) ou d’un autre composant enroulé est souvent décrite comme l’auto-capacité. Cependant, en électromagnétisme, le terme d’auto-capacité se réfère plus correctement à un phénomène différent : la capacité d’un objet conducteur sans référence à un autre objet.
La capacité parasite est un problème important dans les circuits haute fréquence et souvent le facteur limitant la fréquence de fonctionnement et la bande passante des composants et circuits électroniques.

## Description
Lorsque deux conducteurs de potentiels différents sont proches, ils sont affectés par le champ électrique de l’autre et stockent des charges électriques opposées, formant un condensateur. Changer le potentiel {\displaystyle V} entre les conducteurs nécessite un courant {\displaystyle i}  dans ou hors des conducteurs pour les charger ou les décharger :
{\displaystyle i=C{\frac {dV}{dt}}\,,}
où  {\displaystyle C} est la capacité entre les conducteurs. Par exemple, une bobine se comporte souvent comme si elle incluait un condensateur parallèle, en raison de ses enroulements rapprochés. Lorsqu’il existe une différence de potentiel à travers la bobine, les fils adjacents les uns aux autres ont des potentiels différents. Ils agissent comme les plaques d’un condensateur et stockent la charge. Tout changement de tension aux bornes de la bobine nécessite un courant supplémentaire pour charger et décharger leurs petites capacités. Lorsque la tension ne change que lentement, comme dans les circuits basse fréquence, le courant supplémentaire est généralement négligeable, mais lorsque la tension change rapidement, le courant supplémentaire est plus important et peut affecter le fonctionnement du circuit.
Les bobines pour les hautes fréquences sont souvent enroulées en nid d'abeille pour minimiser la capacité parasite.

## Effet Miller

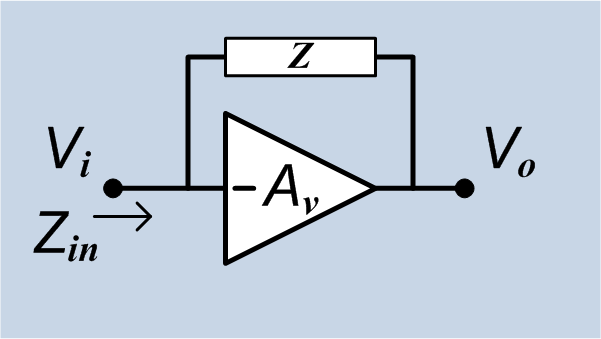
Figure 2 : l'effet Miller transforme l'impédance de contre-réaction entre l'entrée et la sortie d'un amplificateur en la multipliant par un peu plus que le gain de l'amplificateur lorsqu'elle est considérée comme une impédance d'entrée.

En supposant que l'amplificateur inverseur idéal de gain {\displaystyle A_{\nu }} de la Figure 2 a une capacité parasite entre son entrée et sa sortie produisant l'impédance de contre-réaction {\displaystyle (Z{=}C_{\text{parasitic}})}. Si l'amplificateur lui-même a une impédance d'entrée infinie, le courant issu de la borne d'entrée et traversant {\displaystyle Z} vaut :
{\displaystyle i_{\text{Z}}=C_{\text{parasitic}}\,{d \over dt}(V_{\text{i}}-V_{\text{o}})\,}
{\displaystyle i_{\text{Z}}=C_{\text{parasitic}}\,{d \over dt}(V_{\text{i}}+A_{\nu }\,V_{\text{i}})\,}
{\displaystyle i_{\text{Z}}=\underbrace {(1+A_{\nu })\,C_{\text{parasitic}}} _{C_{\text{Miller}}}\,{dV_{\text{i}} \over dt}\,.}
Même une faible capacité parasite est problématique car l'effet Miller la multiplie par {\displaystyle 1+A_{\nu }} (soit environ {\displaystyle A_{\nu }} pour les amplificateurs à gain élevé) lorsqu'elle est considérée comme une capacité d'entrée {\displaystyle C_{\text{Miller}}}.

### Impact sur la réponse en fréquence
Si le circuit d'entrée a une impédance par rapport à la masse {\displaystyle R_{i}}, alors (en supposant qu'il n'y ait pas d'autres pôles d'amplification) la sortie de l'amplificateur vaut :
{\displaystyle V_{\text{o}}={\frac {A_{\nu }}{1+j\omega R_{\text{i}}C_{\text{Miller}}}}V_{\text{i}}\,,}
qui dépend de la fréquence angulaire {\displaystyle \omega =2\pi f}. Elle agit comme un filtre passe-bas avec une fréquence de coupure qui limite la bande passante de l'amplificateur à :
{\displaystyle f_{\text{cutoff}}={1 \over 2\pi R_{\text{i}}C_{\text{Miller}}}={1 \over 2\pi R_{\text{i}}C_{\text{parasitic}}\,(1+A_{\nu })}\,.}
Le gain en tension des transistors modernes est de l'ordre de 10 à 100 ou même supérieur, et pour les amplis op il est plus élevé de plusieurs ordres de grandeur, et donc la capacité de Miller (observée pour la première fois sur les tubes à vide par John Milton Miller en 1920) constitue une limitation significative sur les performances en haute fréquence des amplificateurs. La grille écran a été ajoutée aux tubes à vide de type triode dans les années 1920 pour réduire la capacité parasite entre la grille de contrôle et la plaque, créant la tétrode, qui permit une grand accroissement de la fréquence de fonctionnement. Dans les transistors bipolaires à jonction, les capacités parasites entre la base et le collecteur ou l'émetteur ont également une dépendance en tension.